# Тимоти, Мириам
Мириам Джейн Тимоти (англ. Miriam Jane Timothy; 24 февраля 1879, Лондон — 1950, Маврикий) — английская арфистка .
В 1890—1893 годах училась у Джона Томаса в Королевской академии музыки, затем продолжила образование в Королевском колледже музыки. Спустя годы, в 1910—1919 годах, преподавала там (среди её учеников Сидони Гуссенс и её сестра Мария; их брат Юджин Гуссенс посвятил Тимоти Сюиту для флейты, скрипки и арфы Op. 6, 1914).
С 1893 года выступала вместе с братом, Гарри Джеймсом Тимоти, альтистом и органистом. В 1897 году дебютировала на Променадных концертах, в которых далее участвовала не раз. Многократно выступала перед королевой Викторией, принимала участие в торжественных коронационных концертах при воцарении Эдуарда VII (1902) и Георга V (1911). С 1904 года играла в Лондонском симфоническом оркестре (первоначально — единственная женщина в составе коллектива), в 1912 году приняла участие в гастролях в США под руководством Артура Никиша. 2 февраля 1917 года вместе с Альбертом Франселлой (флейта) и Гарри Уолдо Уорнером (альт) участвовала в публичной премьере Сонаты для флейты, арфы и альта Клода Дебюсси. Выступала в различных случаях вместе с пианисткой Наталией Янотой, альтистом Лайонелом Тертисом и др.
Короткая зарисовка наружности и манер Тимоти осталась среди набросков Вирджинии Вулф 1909 года.
В 1920 году вышла замуж за Роберта Дина (1879—1969), чиновника британской колониальной администрации, и оставшуюся часть жизни провела преимущественно вдали от Европы.